# Liste der denkmalgeschützten Objekte in Wagrain (Pongau)
Die Liste der denkmalgeschützten Objekte in Wagrain enthält die 11 denkmalgeschützten, unbeweglichen Objekte der Gemeinde Wagrain.

## Denkmäler
| Foto |                 | Denkmal                                                                          | Standort                                    | Beschreibung | Metadaten |
| ---- | --------------- | -------------------------------------------------------------------------------- | ------------------------------------------- | --- | --- |
| ja   | Datei hochladen | Kreuzkapelle HERIS-ID: 28526 Objekt-ID: 25116                                    | Standort KG: Hof                            | Die Kapelle mit drei Rundbögen unter einem Walmdach steht entlang der Straße Richtung Altenmarkt im Pongau. Die Figuren in den Nischen stammen vom Ende des 18. Jahrhunderts, die Malereien aus dem Jahr 1908. | BDA-Hist.: Q37920525 Status: § 2a Stand der BDA-Liste: 2025-06-30 Name: Kreuzkapelle GstNr.: .104 Kreuzkapelle, Wagrain                                                |
| ja   | Datei hochladen | Mariahilfkapelle HERIS-ID: 28528 Objekt-ID: 25118                                | Markt 169, bei Standort KG: Hof             | Die rechteckige Kapelle mit abgewalmtem Satteldach steht westlich des Ortszentrums. In ihrem Inneren befindet sich ein Mariahilf-Bild aus der 2. Hälfte des 18. Jahrhunderts. | BDA-Hist.: Q37920560 Status: § 2a Stand der BDA-Liste: 2025-06-30 Name: Mariahilfkapelle GstNr.: .96/1 Mariahilfkapelle, Wagrain                                       |
| ja   | Datei hochladen | Bauernhof (Anlage), Pfarrhof HERIS-ID: 28531 Objekt-ID: 25121                    | Joseph Mohr-Weg 1 Standort KG: Wagrain      | Der Pfarrhof stammt aus der zweiten Hälfte des 18. Jahrhunderts und ist im Stil eines Pongauer Paarhofes erbaut. In diesem Pfarrhof lebte Joseph Mohr von 1837 bis 1848. | BDA-Hist.: Q37920610 Status: § 2a Stand der BDA-Liste: 2025-06-30 Name: Bauernhof (Anlage), Pfarrhof GstNr.: .83 Rectory Wagrain                                       |
| ja   | Datei hochladen | Bürgerhaus, Waggerlhaus HERIS-ID: 28565 Objekt-ID: 25157                         | K.H.Waggerl-Straße 1 Standort KG: Wagrain   | In diesem Haus lebte Karl Heinrich Waggerl (1897–1973) zusammen mit seiner Frau Dita Waggerl (1897–1990) 50 Jahre lang. | BDA-Hist.: Q18643589 Status: § 2a Stand der BDA-Liste: 2025-06-30 Name: Bürgerhaus, Waggerlhaus GstNr.: 162 Waggerlhaus, Wagrain                                       |
| ja   | Datei hochladen | Joseph Mohr-Schule HERIS-ID: 28551 Objekt-ID: 25142                              | K.H.Waggerl-Straße 20 Standort KG: Wagrain  | Die Volksschule wurde 1838 auf Initiative von Joseph Mohr gegründet. | BDA-Hist.: Q37920707 Status: § 2a Stand der BDA-Liste: 2025-06-30 Name: Joseph Mohr-Schule GstNr.: 184/1                                                               |
| ja   | Datei hochladen | Kath. Pfarrkirche hl. Rupert HERIS-ID: 28516 Objekt-ID: 25106                    | K.H.Waggerl-Straße 22 Standort KG: Wagrain  | Die Kirche wurde um 1250 im Stil der frühen Gotik erbaut. Urkundlich wird sie 1359 erstmals erwähnt und dem hl. Rupert geweiht. 1486 wird sie zu einer Vikariats- und 1857 zur Pfarrkirche erhoben. | BDA-Hist.: Q37920450 Status: § 2a Stand der BDA-Liste: 2025-06-30 Name: Kath. Pfarrkirche hl. Rupert GstNr.: .80 Pfarrkirche hl. Rupert, Wagrain                       |
| ja   | Datei hochladen | Kath. Filialkirche, Marktkirche; hl. Franziskus HERIS-ID: 28521 Objekt-ID: 25111 | Markt 90 Standort KG: Wagrain               | 1616 unter Erzbischof Markus Sittikus von Dombaumeister Santino Solari erbauter kleiner, schlichter Barockbau mit Reitertürmchen und angebauter Sakristei, ortsnahe Nebenkirche der Pfarrkirche. 1927 bei Brand schwer beschädigt. Heute Aufbahrungshalle und Predigtstelle der evangelischen Christuskirche Bischofshofen. | BDA-Hist.: Q37920478 Status: § 2a Stand der BDA-Liste: 2025-06-30 Name: Kath. Filialkirche, Marktkirche; hl. Franziskus GstNr.: .34 Marktkirche hl. Franziskus Wagrain |
| ja   | Datei hochladen | Schauer-Haus, erzbischöfliches Pflegschlössl HERIS-ID: 28580 Objekt-ID: 25173    | Museumsgasse 3 Standort KG: Wagrain         | Das Gebäude wurde 1794 als fürsterzbischöfliches Pflegerschlössl erbaut. | BDA-Hist.: Q37920812 Status: § 2a Stand der BDA-Liste: 2025-06-30 Name: Schauer-Haus, erzbischöfliches Pflegschlössl GstNr.: .70 Schauerhaus, Wagrain                  |
| ja   | Datei hochladen | (Getreide)Kasten, K. H. Waggerl-Kasten HERIS-ID: 28574 Objekt-ID: 25166          | Joseph Mohr-Weg 4, bei Standort KG: Wagrain | Der Getreidekasten stammt laut Tafel aus dem Jahre 1726. Er wurde von Karl Heinrich Waggerl für den Ort Wagrain gestiftet. | BDA-Hist.: Q37920773 Status: § 2a Stand der BDA-Liste: 2025-06-30 Name: (Getreide)Kasten, K. H. Waggerl-Kasten GstNr.: 178/1 Karl-Heinrich-Waggerl-Kasten, Wagrain     |
| ja   | Datei hochladen | Friedhof HERIS-ID: 28519 Objekt-ID: 25109                                        | Standort KG: Wagrain                        | Anmerkung: Der Friedhof erstreckt sich um die Pfarrkirche hl. Rupert. Auf ihm liegen Joseph Mohr und Karl Heinrich Waggerl begraben. | BDA-Hist.: Q37920465 Status: § 2a Stand der BDA-Liste: 2025-06-30 Name: Friedhof GstNr.: 194 Cemetery of Pfarrkirche hl. Rupert, Wagrain                               |
| ja   | Datei hochladen | Burg, Burghügel HERIS-ID: 28529 Objekt-ID: 25119                                 | Markt 31, bei Standort KG: Wagrain          | → Hauptartikel : Burg Wagrain f1 | BDA-Hist.: Q15622259 Status: Bescheid Stand der BDA-Liste: 2025-06-30 Name: Burg, Burghügel GstNr.: 103 Burg Wagrain                                                   |